# Crotalinae

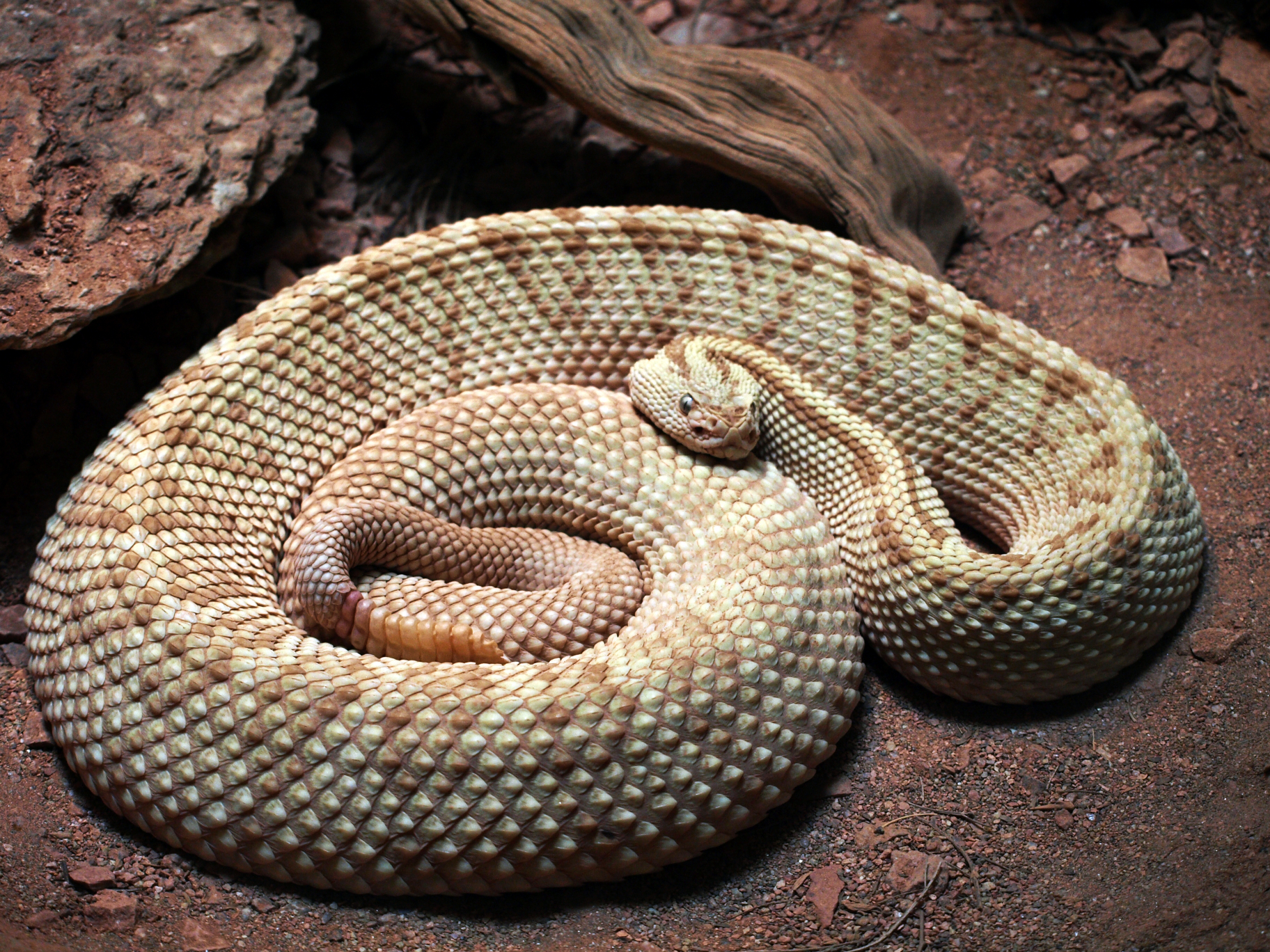
Crotalus durissus (Șarpe cu clopoței din America de Sud)

Crotalinae (Șarpele cu clopoței), este o subfamilie de șerpi veninoși, care face parte din familia Viperidae, ordinul Serpentes (al șerpilor). Șerpii din această categorie taxonomică sunt în general șerpi mari, ce duc o viață pe sol. Șerpii au o lungime medie de 2 m, excepție face specia sudamericană "Lachesis" care atinge 3 m lungime. Colții cu venin sunt relativ lungi asemănător celelorlalte vipere. La vipere, maxilarul superior s-a redus la un os mic, care poartă numai dinți cu canal. La aceste animale, dinții mici de apucat sunt fixați pe oasele palatine și pterigoide. Atunci când sunt nefolosiți dinții veninoși ai viperei intră într-un șanț al mucoasei bucale, ca lama într-un briceag închis. Cu ajutorul unui mecanism, condiționat de mobilitatea osului pătrat și a altor legături articulare, maxilarele superioare pot fi ridicate, iar dinții veninoși ies în evidență. Atunci dintele veninos intră în contact cu deschiderea conductei glandei în canalul dintelui. Mușcătura veninoasă se produce mai puțin prin închiderea maxilarelor și mai mult că o înfigere prin înțepare cu dinții, efectuată cu gura larg deschisă. Șerpii au un organ de recepționare a căldurii cu ajutorul lui pot localiza prada chiar în întuneric.
Șerpii din această categorie sunt mai răspândiți în Asia și America, singura excepție o face specia Gloydius halys, care trăiește în Europa.

## Genuri taxonomice
- Agkistrodon
- Atropoides
- Bothriechis
- Bothriopsis
- Bothrocophias
- Bothrops
- Calloselasma
- Cerrophidion
- Crotalus
- Deinagkistrodon
- Ermia
- Gloydius
- Hypnale
- Lachesis
- Ophryacus
- Ovophis
- Porthidium
- Protobothrops
- Sistrurus
- Triceratolepidophis
- Trimeresurus
- Tropidolaemus